# Bagneux (Meurthe i Mosel·la)
Bagneux és un municipi francès situat al departament de Meurthe i Mosel·la i a la regió del Gran Est. L'any 2007 tenia 140 habitants.

## Demografia

### Població
El 2007 la població de fet de Bagneux era de 140 persones. Hi havia 48 famílies, de les quals 8 eren unipersonals (8 homes vivint sols), 16 parelles sense fills i 24 parelles amb fills.
La població ha evolucionat segons el següent gràfic:
Habitants censats

### Habitatges
El 2007 hi havia 64 habitatges, 53 eren l'habitatge principal de la família, 3 eren segones residències i 8 estaven desocupats. Tots els 64 habitatges eren cases. Dels 53 habitatges principals, 46 estaven ocupats pels seus propietaris, 6 estaven llogats i ocupats pels llogaters i 1 estava cedit a títol gratuït; 1 tenia una cambra, 2 en tenien dues, 7 en tenien tres, 9 en tenien quatre i 35 en tenien cinc o més. 45 habitatges disposaven pel capbaix d'una plaça de pàrquing. A 24 habitatges hi havia un automòbil i a 27 n'hi havia dos o més.

### Piràmide de població
La piràmide de població per edats i sexe el 2009 era:
| Homes | Edats   | Dones |
| ----- | ------- | ----- |
| 0     | 95 o +  | 0     |
| 0     | 90 a 94 | 0     |
| 0     | 85 a 89 | 0     |
| 0     | 80 a 84 | 0     |
| 0     | 75 a 79 | 0     |
| 0     | 70 a 74 | 0     |
| 8     | 65 a 69 | 4     |
| 4     | 60 a 64 | 8     |
| 4     | 55 a 59 | 4     |
| 4     | 50 a 54 | 4     |
| 8     | 45 a 49 | 4     |
| 0     | 40 a 44 | 8     |
| 8     | 35 a 39 | 8     |
| 8     | 30 a 34 | 4     |
| 16    | 25 a 29 | 0     |
| 0     | 20 a 24 | 4     |
| 12    | 15 a 19 | 4     |
| 0     | 10 a 14 | 4     |
| 0     | 5 a 9   | 12    |
| 0     | 0 a 4   | 4     |

## Economia
El 2007 la població en edat de treballar era de 89 persones, 61 eren actives i 28 eren inactives. De les 61 persones actives 59 estaven ocupades (35 homes i 24 dones) i 2 estaven aturades (2 dones i 2 dones). De les 28 persones inactives 12 estaven jubilades, 6 estaven estudiant i 10 estaven classificades com a «altres inactius».

### Ingressos
El 2009 a Bagneux hi havia 60 unitats fiscals que integraven 162 persones, la mediana anual d'ingressos fiscals per persona era de 17.884 €.

### Activitats econòmiques
Els 2 establiments que hi havia el 2007 eren d'empreses de construcció.
Dels 2 establiments de servei als particulars que hi havia el 2009, 1 era un guixaire pintor i 1 electricista.
L'any 2000 a Bagneux hi havia 6 explotacions agrícoles que ocupaven un total de 900 hectàrees.

## Poblacions més properes
El següent diagrama mostra les poblacions més properes.